# Державний переворот у Грузії (1991—1992)
Державний переворот у Грузії 1991–1992 років, також відомий як Тбіліська війна або Путч 1991–1992 років —  військовий конфлікт, який відбувся в новій незалежній Республіці Грузія після розпаду Радянського Союзу з 22 грудня 1991 до 6 січня 1992. Переворот, який спровокував Громадянську війну в Грузії (1991-1993) був організований кількома воєнізованими організаціями, об’єднаними наприкінці 1991 року під керівництвом воєначальників Тенгіз Кітовані, злодія-у-законі Джаби Йоселіані та Тенгіза Сігуа проти Національної гвардії, лояльної до легітимно обраного Президента Грузії Звіада Гамсахурдіа,
Державний переворот закінчився вигнанням першого демократично обраного Президента Грузії Гамсахурдія після двотижневих жорстоких зіткнень на проспекті Руставелі, головній магістралі Тбілісі, які в основному складалися з облоги будівлі Грузинського парламенту, де Гамсахурдія був ізольований у бункері. Після вигнання Гамсахурдіа Військова рада на чолі з Кітовані, Йоселіані та Сігуа узурпувала владу в Тбілісі та забезпечила повернення останнього радянського міністра закордонних справ, комуніста Едуарда Шеварднадзе із Москви , щоб передати йому владу. Під час Громадянської війни в Грузії прихильники скинутого Президента Гамсахурдіа влаштували невдалий заколот, щоб повернути його до влади.  Гамсахурдіа Звіад був убитий наприкінці 1993 .  Шеварднадзе поступово відсторонив Кітовані та Йоселіані в сторону і почав тісне співробітництво із Росією. Шеварднадзе правив Грузією з 1995 до 2003 року, поки його не було скинуто під час безкровної « Революції троянд » 2003 року.
У 2005 році парламент Грузії ухвалив резолюцію, яка засудила події 1991–1992 років як «антиконституційний збройний державний переворот». Згідно з опитуванням Caucasus Research Resource Centers 2020 року, 76% грузинів вважають, що цей державний переворот привів до дуже поганих результатів для Грузії.

## Історична довідка

### Розпад Радянського Союзу
Після вторгнення Червоної армії в 1921 році і захоплення влади більшовиками Грузія була окупована Радянським Союзом (утворений в 1922 році). Незважаючи на формальний статус суверенної «союзної республіки» (Соціалістична Радянська Республіка Грузія ), націоналістичні настрої з вимогою незалежності відновилися в Грузії переважно в 1970-х роках,, які і по всьому Радянському Союзу. Економічні та соціальні проблеми, а також  репресії проти націоналістичних рухів призвели до кількох протестів у Грузії, кульмінацією яких стала трагедія 9 квітня 1989 року, коли влада придушила протест у Тбілісі, що призвело до смерті 21 людей, та арешту головних лідерів опозиції, зокрема Звіада Гамсахурдіа.
Тбіліська трагедія 9 квітня 1989 в поєднанні з поразкою СРСР в Афганістані 1989 та крахом залізної завіси, яка відокремлювала західний світ від східного блоку, призвели до ланцюгової реакції, яка призвела до того, що країни Балтії проголосили свою незалежність у 1990 році. Невдовзі радянська влада під тиском масових повстань дозволила проведення багатопартійних виборів у жовтні 1990 року, на яких Круглий стіл - Вільна Грузія, альянс на чолі зі Звіадом Гамсахурдіа, отримав більшість місць у Верховній Раді Грузїї, що завершило 69-річне правління Комуністичної партії Грузії (СРСР) 26 серпня 1991 року рішенням Парламенту Грузії комуністичну партію було заборонено.

### Етнічні конфлікти
Розпад СРСР призвів до відновлення напруженості між певними етнічними групами в союзних республіках і Грузія не стала винятком. Адамон Ніхас, комуністичний рух у Південній Осетії, почав вимагати ширшої автономії від Тбілісі наприкінці 1980-х, але це прохання було відхилено центральним урядом у листопаді 1989 року Напруженість між Тбілісі та Цхінвалі зростала до проголошення суверенітету Південній Осетії  в Радянському Союзі у вересні 1990 року, після чого Тбілісі у відповідь повністю скасував автономну область Південна Осетія та направив військові сили для заспокоєння регіону.
У січні 1991 року мілітаризація конфлікту розділила Цхінвалі на дві частини, таким чином розпочавши Південноосетинську війну (1991-1992) , яка тривала до червня 1992 року і призвела до створення сепаратистської невизнаної Республіки Південна Осетія.
Тим часом Абхазію охопила етнічна боротьба. У 1989 році  сутички між грузинськими та абхазькими націоналістами та провокації КДБ спричинили розкол, який переріс у «війну законів» між законодавчими органами Тбілісі та Автономної Радянської Соціалістичної Республіки Абхазія.

## Прелюдія

### Декларація незалежності

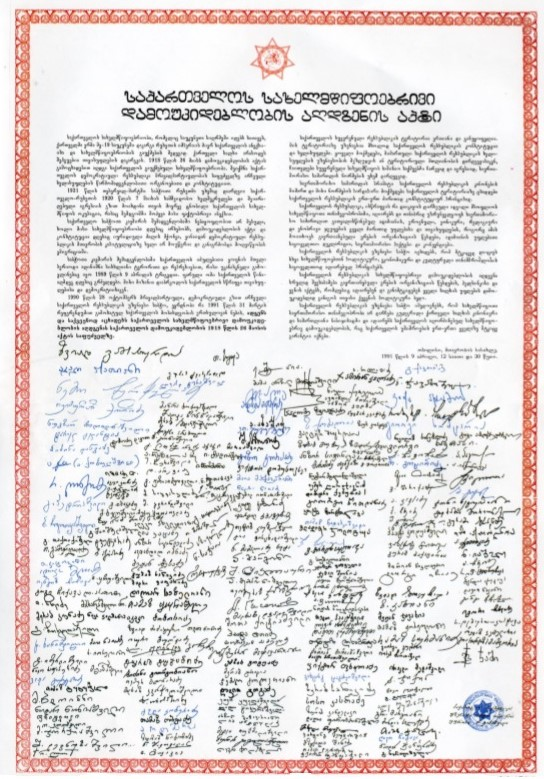
Акт про відновлення незалежності Грузії підписаний 9 квітня 1991 року.

9 квітня 1991 року, через два роки після Тбіліської трагедії та через десять днів після переможного референдуму з цього питання, Верховна Рада Грузії проголосила незалежність країни та призначила Звіада Гамсахурдіа, відомого дисидента та речника Грузинського націоналізму, тимчасовим Президентом. Останнього зрештою було обрано Президента Грузії, він набравши 86% голосів на виборах, у яких 26 травня 1991 взяли участь 83%. Парламент надав Гамсахурдіа широкі президентські повноваження, зокрема:
- Право вето на будь-який закон, ухвалений парламентом;
- Оголошення війни та право на оголошення воєнного стану ;
- Повноваження щодо призначення Прем'єр-міністра, головуючого Верховного Суду, Генерального прокурора та Головнокомандувача Збройними силами;
- Повний імунітет

У жовтні 1990 року, коли рух Гамсахурдіа вже був при владі в Тбілісі під де-юре юрисдикцією Радянського Союзу, новий уряд закрив більшість газет, які підтримували Комуністичну партію Грузії. Тбіліський молодіжний журнал «Молодёж Грузии» також був закритий 3 квітня 1991 року через звинувачення  у співпраці з КДБ. Громадське телебачення скасувало всі програми, які відкрито не підтримували платформу Гамсахурдіа, і у грудні 1990 року 60 членів воєнізованого угруповання Мхедріоні (заснованого в 1989 році злодієм-в-законі Джабою Іоселіані) у відповідь оголосили голодування. У травні 1991 року газету «Іберія» було жорстоко вигнано зі штаб-квартири Журналістів регулярно не допускали на прес-конференції, а громадське телебачення часто звинувачувалося у роботі на Москву, тоді як влада Грузії вводила проти ведучих новин кримінальні розслідування.

### Відхід Кітовані

Тенгіз Кітовані в ущелині Рконі після його повстання.

У січні 1991 року Звіад Гамсахурдія підписав виконавчий указ про створення Національної гвардії Грузії, прообразу до майбутньої Збройних сил Грузії під юрисдикцією нового Міністерства внутрішніх справ Грузії. Його головою він призначив Тенгіза Кітовані, нещодавно обраного до Парламенту Грузії від партії Гамсахурдіа із завданням завербувати 20 тисяч боєздатних солдатів. У лютому Міністерство внутрішніх справ Грузії, намагаючись ліквідувати кілька воєнізованих організацій, що діяли по всій країні, заарештувало десятьох членів Національної демократичної партії Грузії (НДП) і 56 членів воєнізованого угруповання Мхедріоні , включаючи його лідера Джабу Іоселіані, злодія-в-законі, який перетворився на театрального критика, за незаконне зберігання зброї в Кахетії.
Кітовані значною мірою співпрацював із Гамсахурдіа щодо війни проти сепаратизму в Південній Осетії, розпочавши кілька військових походів в регіони, які не контролювалися Тбілісі, між лютим і червнем 1991 року  Однак влітку 1991 ситуація кардинально змінилася.
18 серпня 1991 три міністри, включаючи прем'єр-міністра Тенгіза Сігуа, оголосили про підтримку опозиції та подали у відставку, звинувативши президента в тому, що він став «тоталітарним демагогом». Гамсахурдіа очолив міністерство закордонних справ Грузії і міністерство юстиції Грузії. Спроба серпневого путчу в Москві наступного дня викликала нову суперечку, коли по Тбілісі почалися поширювати чутки про те, що Гамсахурдія підтримує лідерів путчу, що змусило Кітовані піти в опозицію. Невдовзі російське інформаційне агентство «Інтерфакс» опублікувало суперечливу статтю, в якій стверджувалося, що президент Грузії готовий роззброїти Національну гвардію, щоб інтегрувати її в Радянську армію, що Тбілісі незабаром спростувало, як неправдиву інформацію. 23 серпня 1991 Гамсахурдія видав указ про ліквідацію посади командувача Нацгвардією, звільнення Кітовані та переведення військ у повне підпорядкування Міністерства внутрішніх справ Грузії.
Тенгіз Кітовані, який виступав проти цього рішення, покинув Тбілісі із силами близько 15 000 озброєних людей і розташувався в гірській ущелині Рконі, приблизно за 40 кілометрів на північ від столиці. Згодом до нього приєдналися Тенгіз Сігуа та колишній міністр закордонних справ Георгій Хоштарія. У відповідь Гамсахурдія заборонив Комуністичну партію Грузії, до складу якої на той час входило 60 депутатів.
Щоб врегулювати ситуацію, Тбілісі перетворив місцеве управління КДБ на Департамент Національної Безпеки Грузії, який через кілька тижнів став Міністерством Національної Безпеки Грузії. Також було створено Раду Національної Безпеки Грузії, що засвідчило, що Гамсахурдіа бажав бачити повністю незалежну від Москви військову інфраструктуру. Однак жодна з цих реформ не заспокоїла Кітовані та його союзників.

### Надзвичайний стан

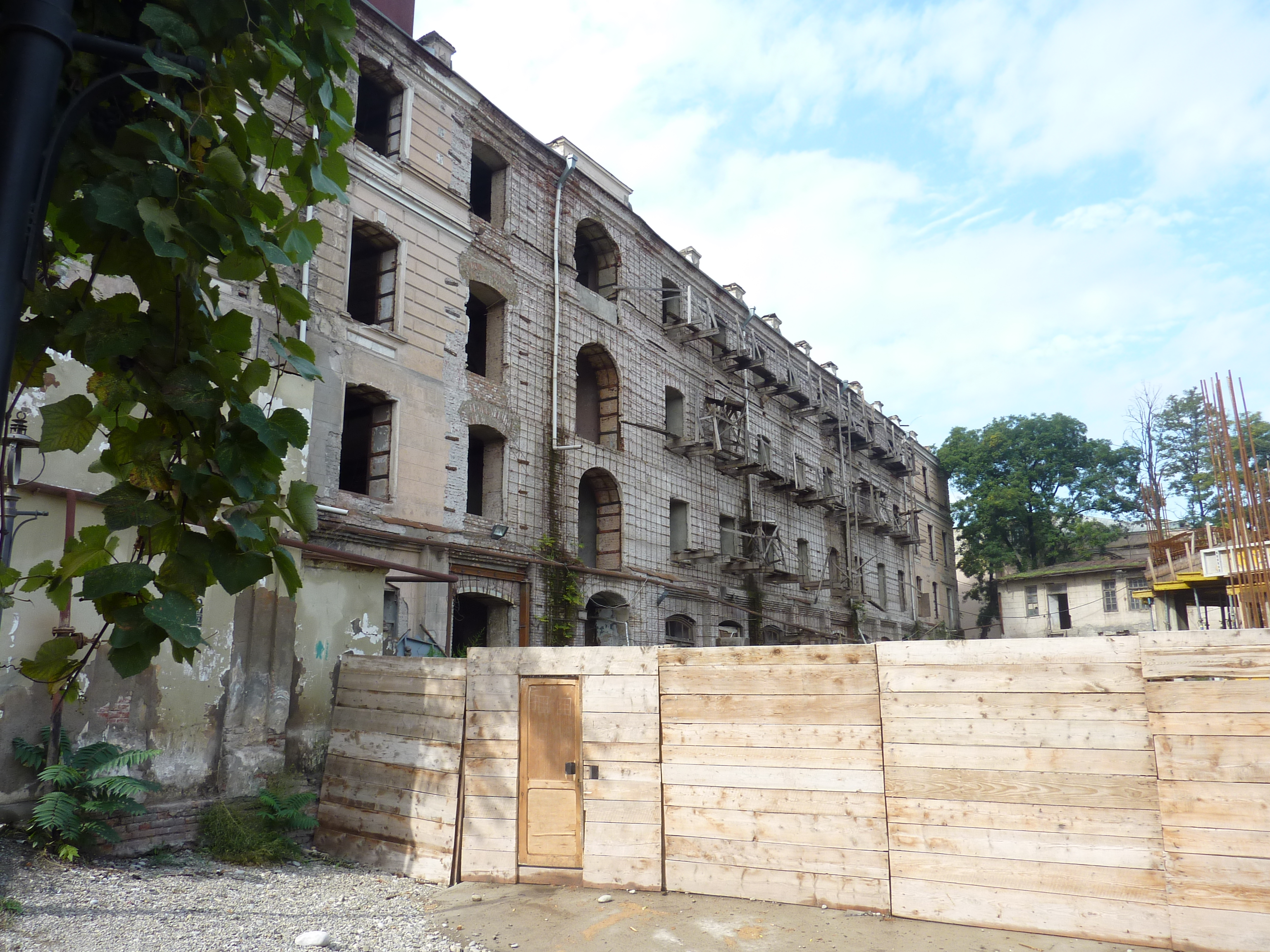
Колишня штаб-квартира тбіліського КДБ, де було ув'язнив кількох протестувальників

2 вересня 1991 ситуація загострилася, коли сили МВС Грузії зупиняють демонстрації, організовані Народним фронтом Грузії та  НДП Грузії  з вимогою звільнити злодія-в-законі Джабу Іоселіані. За даними скомпрометованої неурядової організації Human Rights Watch, "протестувальників, які зібралися на проспекті Руставелі, б'ють кийками, а солдати стріляли по натовпу, поранивши трьох мирних жителів".
Арешт лідера Національно-демократична партія Грузії Георгія Чантурія правоохоронними органами посилив напругу. Опозиційні члени парламенту, студентські групи та інші активісти з усього Тбілісі щодня робили демонстрації у вересні 1991. 11 вересня, коли 27 політичних партій підписують заяву про відставку Гамсахурдіа, останній погрожує розпустити парламент і будує барикади на проспекті Руставелі. Пізніше історик Стівен Ф. Джонс напише, що ці провокації були прямою загрозою громадянської війни.
22 вересня група з кількох десятків протестувальників починає голодування перед парламентом, але їх жорстоко розганяють 250 охоронців президента та близько 200 «фурій», жінок-партизанок Гамсахурдіа. У ніч з 22 на 23 вересня ситуація ще більше посилюється, коли близько 5000 прихильників Гамсахурдіа на чолі з депутатом Автанділом Рцхіладзе заходять до штаб-квартири Національно-демократичної партії Грузії, де вони стикаються з приблизно 800 членами опозиції.
24 вересня Звіад Гамсахурдіа оголошує надзвичайний стан. Є дані про пограбування квартири російського журналіста Альберта Кочеткова озброєними солдатами. Тим часом Тенгіз Кітовані обіцяє підтримати політичну опозицію та надсилає повідомлення підтримки членам НДП через журналіста Зураба Кодалашвілі, у якого влада конфіскувала обладнання.
Кількість затриманих протестувальників зростає: 17 вересня заарештовано члена політичної партії Грузинський національний конгрес Георгія Хаіндраву, 2 жовтня у в’язницю потрапляє телепродюсер Валерій Кварацхелія, 2 жовтня Гога Хіндашелі. Невдовзі до них приєднується обласний секретар  НДП у Самтредії. У ніч з 21 на 22 жовтня також заарештовано 11 членів НДП, а 15 листопада заарештовано лідера монархічної партії Темура Жоржоліані. Усі вони ув'язнені у в'язниці Ортачала на півдні Тбілісі.
За словами лідерів опозиції, у в'язниці Ортачала триває політичний конфлікт. Лідери НДП стверджують, що кілька заворушень були організовані для планування вбивств деяких в'язнів. 25 жовтня двері деяких тюремних камер залишаються відкритими, що призводить до нових заворушень, які закінчуються втручанням радянських військ, які вбивають невідому кількість в’язнів.
Надзвичайний стан у Тбілісі змушує призупинити всю формальну політичну діяльність. Таким чином, НДП і Партія національної незалежності, дві з останніх активних опозиційних партій, призупиняють свою діяльність незабаром після демонстрацій 3 і 5 жовтня.

### Прихід збройної опозиції

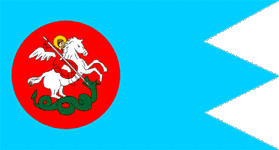
Прапор Мхедріоні

З кінця вересня 1991 року Тбілісі місто було розділене. Мікрорайони Глдані, Надзаладеві та Дідубе, а також південна та центральна частини проспекту Руставелі (урядовий квартал) залишаються під державним контролем уряду Звіада Гамсахурдіа, який ізолюватися в будівлі парламенту Грузії. Мікрорайони, розташовані між Інститутом марксизму-ленінізму (пр. Руставелі, 29) і Тбіліським державним університетом (пр. Чавчавадзе, 1), лояльні до опозиції, тоді як бойовики Мхедріоні використовують решту проспекту Чавчавадзе як свій полігон. Тим часом квартали Ваке і Сабуртало, населені представниками радянської інтелігенції, залишаються нейтральними.
Наприкінці вересня Тенгіз Кітовані повертається до Тбілісі в супроводі частини своїх військ, але адміністрація привозить тисячі прихильників Гамсахурдіа з сільських районів Грузії. 25 вересня Іраклій Церетелі, лідер Партії національної незалежності, оголошує про початок громадянської війни, погрожуючи: «Або ми загинемо, або Гамсахурдія».
У жовтні відбуваються перші військові бої навколо штаб-квартири громадського телебачення із силами до 3000 бойовиків з обох сторін, оскільки опозиція намагається взяти під контроль будівлю, щоб транслювати повідомлення про завершення правління Гамсахурдіа. Радянські силовики, які все ще базуються поблизу Тбілісі, використовують внутрішній хаос та дестабілізацію, щоб продавати зброю обом сторонам, щоб погіршити ситуацію.
Після масових арештів політичних опонентів центральний уряд здобуває легкі перемоги, зумівши витіснити Кітовані та його бойовиків з Тбілісі. Вони залишатимуться в околицях міста до грудня. Тимчасове повернення до миру дозволяє Гамсахурдіа заборонити всі політичні партії 5 листопада перед тим, як закрити газету «Сакартвело-Сакінформ». Того ж місяця вибухнули автомобілі Тедо Пааташвілі та Гели Чорголашвілі, двох лідерів опозиції, що Helsinki Watch називає терористичним актом.
19 грудня Кітовані висуває ультиматум Гамсахурдіа, вимагаючи його негайної відставки. Але останній відмовляється, що пізніше буде розкритиковано його власним міністром закордонних справ Мурманом Оманідзе.
20 грудня Кітовані повертається до Тбілісі, де він об’єднує свої війська з військами Мхедріоні та ополчення Товариства Мераба Костава Наступними днями СРСР розпадається, і Грузія відмовляється приєднатися до Співдружності Незалежних Держав. Звіад Гамсахурдіа барикадується в підвалі будівлі парламенту.
Після прибуття до столиці Кітовані заявляє: «Ми не воювали [проти Гамсахурдіа] активно, поки міжнародна думка щодо авторитарної природи його особистої диктатури не була зрозумілою. Тож те, що ми зараз робимо, не є військовим переворотом. а скоріше повалення диктатури з метою встановлення демократичного порядку».

## Учасники бойових дій

### Державні сили - прибічники Гамсахурдія

Бійці «Звіадистів» ховаються за будівлею парламенту

Відсутність організованості в урядових військах  під час перевороту ускладнюють спроби оцінити чисельність військ, вірних Звіаду Гамсахурдіа. На початку конфлікту Національна гвардія, яка включає частково 15 000 її початкових солдатів після відходу Тенгіза Кітовані, становить більшість військ, які захищають будівлю парламенту Грузії, але фактична кількість нацгвардійців у конфлікті залишається невідомою, оскільки значна частина гвардії залишається в Південній Осетії під час перевороту. У той час як деякі західні джерела стверджують, що за Гамсахурдіа воюють від 1000 до 2000 солдатів  деякі вважають що на його боці було 5000 солдатів.
Джерела стають розмитішими на другому тижні перевороту. Гія Каркарашвілі, який керує військами Військової ради, стверджує, що протилежна сторона має не більше 250–300 осіб станом на 4 січня , тоді як російське інформаційне агентство «Інтерфакс» повідомило про 300–500 солдатів напередодні. Інші російські джерела, тим часом, оцінюють майже 1500 звіадистів, 60% з яких були озброєні, на 5 січня.
Опозиційна  Військова рада, оголосила під час конфлікту, що більшість солдатів, прихильників Гамсахурдіа, мали 18-19 років і були змушені брати участь у боях. Згідно з даними опозиційної Військової ради, була лише дуже невелика група озброєних бійців, які належали до урядового ОМОНу, спеціального, добре навченого підрозділу Національної гвардії. Повідомляється, що деякі з тих, хто воював на боці Гамсахурдіа, були його відданими послідовниками  За президента також боролося молодіжне ополчення з гірського району Сванетії назвою «Лемі» (ლემი, або «Лев» по-сванськи).
Участь іноземних комбатантів залишається дискусійною темою, яку прихильники Гамсахурдіа заперечують. Під час прес-конференції опозиційної Військова рада ради 4 січня остання засудила використання чеченців, надісланих президентом Ічкерії та близьким соратником Гамсахурдіа Джохаром Дудаєвим. Злодій-в-законі Джаба Іоселіані, лідер ополчення Мхедріоні, заявляє тоді, що «позиція Джохара Дудаєва є неприйнятною та недоречною, але залишається надія, що це quid pro quo можна виправити».  5 січня четверо українських найманців, ймовірно, працювали снайперами для уряду Гамсахурдія, затримані опозиційною Військовою радою.

### Опозиція

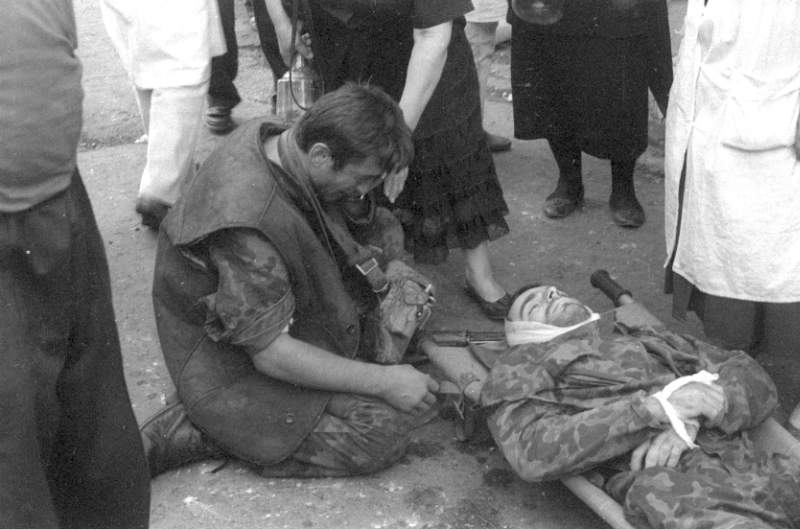
Опозиційні солдати

Представники: злодій-в-законі Джаба Іоселіані, військовик Тенгіз Кітовані, екс-комуніст Тенгіз Сігуа, військовий Гія Каркарашвілі. Можливо Едуард Шеварднадзе.
Більшість опозиційних військ походять з повстанських угруповань Національної гвардії, які послідували за Тенгізом Кітовані, під час його заколоту в серпні 1991 року. Проте, хоча приблизно від 15 000 до 20 000 членів гвардії присягнули на вірність боротьбі опозиції, лише невелика частина цих бойовиків брала участь у битві за Тбілісі, тоді як інші солдати залишаються в Південній Осетії чи Абхазії, воюючи в Південноосетинській війні (1991–1992)
Джаба Іоселіані командує бойовиками із 600  до 5000  Мхедріоні, які залишаються виключно під прямим керівництвом Іоселіані, навіть після об’єднання опозиції після проголошення Військової ради 2 січня 1992 року, і саме ці бойовики спричинила різанину 3 січня. Товариство Мераба Костава, яке було організоване як політичний рух у 1990 році, перш ніж перетворитися на озброєне ополчення на чолі з Важа Адамія, приєдналося до  Національної гвардії 20 грудня 1991 року.
Починаючи з 22 грудня, Тетрі Арціві (თეთრი არწივი, або «Білий орел»), воєнізоване угруповання з приблизно 80 осіб, яке очолює воєначальник Гія Каркарашвілі та воює в Південній Осетії, залишає Цхінвалі, щоб доєднатися до опозиції. Це угруповання буде використано для облоги Тбілісі та блокування всіх шляхів до столиці. Пізніше Каркарашвілі стане однією з головних фігур у Військовій раді, перш ніж обійняти пост міністра оборони Грузії під час війни в Абхазії (1992-1993).
Союз афганців, ополчення, створене з ветеранів радянського вторгнення в Афганістан і яке залишалося нейтральним під час перших етапів перевороту, спочатку вагається щодо приєднання до коаліції Гамсахурдіа. Однак після арешту голови міліції та заступника міністра оборони Нодара Ґіоргадзе та неправдиві чутки про його страту в президентському бункері призвели до того, що Союз формально вступив у зброю з опозицією.

### Російська участь

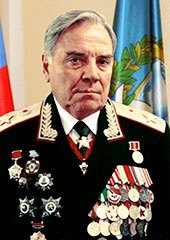
Володимир Лобов, головнокомандувач Радянської армії з 1989 по 1991 рік.

За словами історика та близького соратника Гамсахурдіа Лейли Цомая, існує інша версія про початок конфлікту, за якою Звіад Гамсахурдіа повинен був до 7:00 22 грудня зв'язатися з президентом Росії Борисом Єльциним і пообіцяти членство Грузії в Співдружності Незалежних Держав. Відмова Гамсахурдіа зробити це стала прямим поштовхом до бойових дій. Цю версію підтверджує і президент Звіад Гамсахурдіа , який прямо звинуватив Єльцина в причетності до перевороту. 3 січня  Звіад Гамсахурдіа повторив свої звинувачення і назвав переворот "кремлівським путчем".
Під час конфлікту звинувачення в допомозі Росії тій чи іншій стороні регулярно звучали як від президента, так і від опозиції. Так, зі свого бункеру Гамсахурдія скаржився, що підрозділи Радянської армії «не допомагають законно обраному президенту, а натомість надають істотну допомогу бандитам опозиції». З іншого боку, Джаба Іоселіані звинувачував Гамсахурдіа в близькому зв’язку з російськими спецслужбами, стверджуючи, що три міністри (міністр закордонних справ Мурман Оманідзе, міністр внутрішніх справ Ділар Хабуліані та міністр технічних ресурсів Ігор Чхеїдзе були агентами КДБ. Незважаючи на ці звинувачення, Юрій Греков, перший заступник командувача Закавказьким військовим округом Радянської армії, заперечував будь-яку участь СРСР у конфлікті, у той же час уклавши згоду із опозицією на те, щоб радянські війська залишалися в Грузії після відходу Гамсахурдіа.
У грудні 1992 року, майже через одинадцять місяців після завершення конфлікту, «Московские новости» опублікували лист генерал-полковника Суфіана Бепаєва, який тоді був віце-командувачем Закавказьким військовим округом  Червоної армії, який стверджував, що поставляв матеріально-технічне забезпечення та військову допомогу опозиції, починаючи з 28 грудня. Згідно з цим листом, без втручання російських солдатів «прихильники Гамсахурдіа мали б гарантовану перемогу». Ця версія фактів виявила також пряму участь російських військових у бою навколо Тбіліської телевежі.
Іншу теорію висунув грецький стратег Спірос Деметріу, який у дослідженні 2002 року показав значну участь радянських військ у громадянській війні. Невдовзі після обрання Гамсахурдіа в 1990 році влада  Москви дозволила таємну операцію введення великої партії артилерії та незадокументованої зброї в Грузію через Вірменію та Азербайджан для розподілу між декількома парамілітарними групами, створеними грузинськими націоналістами. Вже на початку 1991 року на військовій базі Вазіані та на грузинських постах ДОСААФ були розміщені великі запаси із автоматами АК-47 і ПМ Макарова. Таким чином перед початком Державного перевороту та Громадянської війни в Грузії були озброєні дев'ять грузинських, три осетинських і три абхазьких ополчення.
Під час самого перевороту Суфіан Бепаєв мав можливість надавати зброю та озброєні транспортні засоби обом сторонам. Згідно з деякими джерелами, він міг почати з безкоштовної пропозиції зброї на початку державного перевороту, перш ніж почати її продавати: від 200 до 300 доларів США за АК-47, 800 доларів США за автомат Макарова та від 5000 до 8000 доларів США за одну бойову машину. За даними Фонду оборони Грузії, з 21 грудня 1991 року по 6 січня 1992 року Національна гвардія отримала близько 200 автоматів АК-47, 50 РПГ-7, дві гвинтівки СВД Драгунова та 200 ПМ Макарова. Після перемоги Військової ради, 10 січня був сформований спеціальний батальйон Національної гвардії Грузії, який був повністю оснащений із складів російських військових баз.

Дехто вважає, що ця схема розподілу зброї є природним результатом відсутності порядку серед угруповань радянської армій, що залишилися після розпаду СРСР, враховуючи важкі економічні умови на Кавказі та корумпованість високопоставлених військових. Однак Деметріу розкрив іншу теорію спільної підтримки з боку росіян:
У своїй спробі визначити та реалізувати цілі зовнішньої політики на пострадянському просторі президент Росії Борис Єльцин зіткнувся з прерогативами консервативних і жорстких політичних і військових гравців. У Грузії ці суперечки проявилися в подвійності політики щодо конфліктів. Єльцин виступав за процес діалогу, переговорів і співпраці з грузинським урядом. Російське військове керівництво, однак, розглядало збереження російського військового впливу та стратегічних активів на геостратегічно важливому Кавказі як першочергову мету, якої слід досягти навіть за рахунок незалежності Грузії та будь-якими можливими засобами. У результаті російські військові проводили власну «зовнішню політику» в Грузії. Метою цієї «зовнішньої політики» було протидіяти відмові Грузії від будь-яких зв’язків з Росією, наприклад, у межах СНД. Засобами були дестабілізація та створення ситуації, за якої знадобилася б значна та довгострокова допомога Росії (у вигляді військ і об’єктів). Підживлюючи воюючих сторін з усіх сторін конфлікту зброєю та іншою технікою, російські воєначальники досягли обох цих цілей.

## Конфлікт

### Перший день
Щойно Тенгіз Кітовані прибув до Тбілісі, плани битви вводяться в дію. У той час як Національна гвардія та лідери уряду укріплюються в будівлі парламенту, бойовики Тенгіза Кітовані захоплюють готель «Тбілісі» на проспекті Руставелі, менш ніж за 250 метрів від парламенту, визначаючи будівлю військовим штабом опозиції. 21 грудня Отар Літанішвілі, командувач Мхедріоні, приносить детальну карту столиці до штабу, і військові лідери планують майбутні атаки. Тенгіз Кітовані бере на себе командування штурмом парламенту, будучи найбільш обізнаним з інфраструктурою будівлі з часів, коли він очолював Національну гвардію Грузії.
Підготовка опозиції в основному відбувається в ніч з 21 на 22 грудня. Георгія Арвеладзе, командир  Мхедріоні (і майбутнього міністра економіки ), відправляють оглянути околиці парламенту, щоб підтвердити розташування урядових військ, і незабаром проспект Руставелі перекривають від громадськості, обидві сторони використовують автобуси та озброєні транспортні засоби, щоб ізолювати найпопулярнішу вулицю Тбілісі. Близько 01:00   Георгій Каркарашвілі  який очолює близько 80 групи бойовиків, відомих як Тетрі Арциві («Білий Орел»), залишає свій пост у Цхінвалі, де він мав захищати грузинські околиці міста під час південноосетинської війни, і встановлює барикади на головній магістралі, що веде до Тбілісі з півночі, щоб уникнути будь-якого доступу до столиці, перш ніж залишити своїх солдатів на аванпості, доставляючи зброю опозиції. Його військові озброєні 50 автоматами АК-47, 3 автоматами АКС-74, 20 автоматами АКС-74 і 50 ящиками з гранатами.
Вранці 22 грудня, згідно зі свідченням колишнього депутата Сандро Брегадзе, Тенгіз Сігуа наказує своїй особистій гвардії, очолюваній колишнім офіцером радянських спецслужб Муртазом Шалуахсвілі, розташуватися в Олександрівському парку (сьогодні відомий як Парк 9 квітня), та. орієнтуватися на парламент. Оскільки лише церква Кашветі служить буфером між обома таборами, уряд Гамсахурдія відправляє мера Тбілісі Тамаза Вашадзе та депутата Автанділа Рцхіладзе з переговорною місією в останній раз перед початком військових дій, але їх обох викрадають бойовики Тенгіза Сігуа.

Близько 07:30 Муртаз Шуалашвілі віддає наказ про перший вогонь по парламенту, а Каркарашвілі  запускає чотири ракети по будівлі парламенту, розпочавши два тижні насильства. Згідно з повідомленням New York Times, опозиція відмовилася взяти на себе будь-яку відповідальність за першу атаку. Протягом 22 грудня обидві сторони воюють один з одним ракетами, гранатами та автоматичною зброєю. Церква Кашветі, яку зайняли бойовики опозиції, стає мішенню для урядових сил. Будинок Гамсахурдіа, який отримав прізвисько « Колхідський дзвін», загорівся, але сім’я, яка перебувала під захистом уряду під час перевороту, залишається в безпеці.

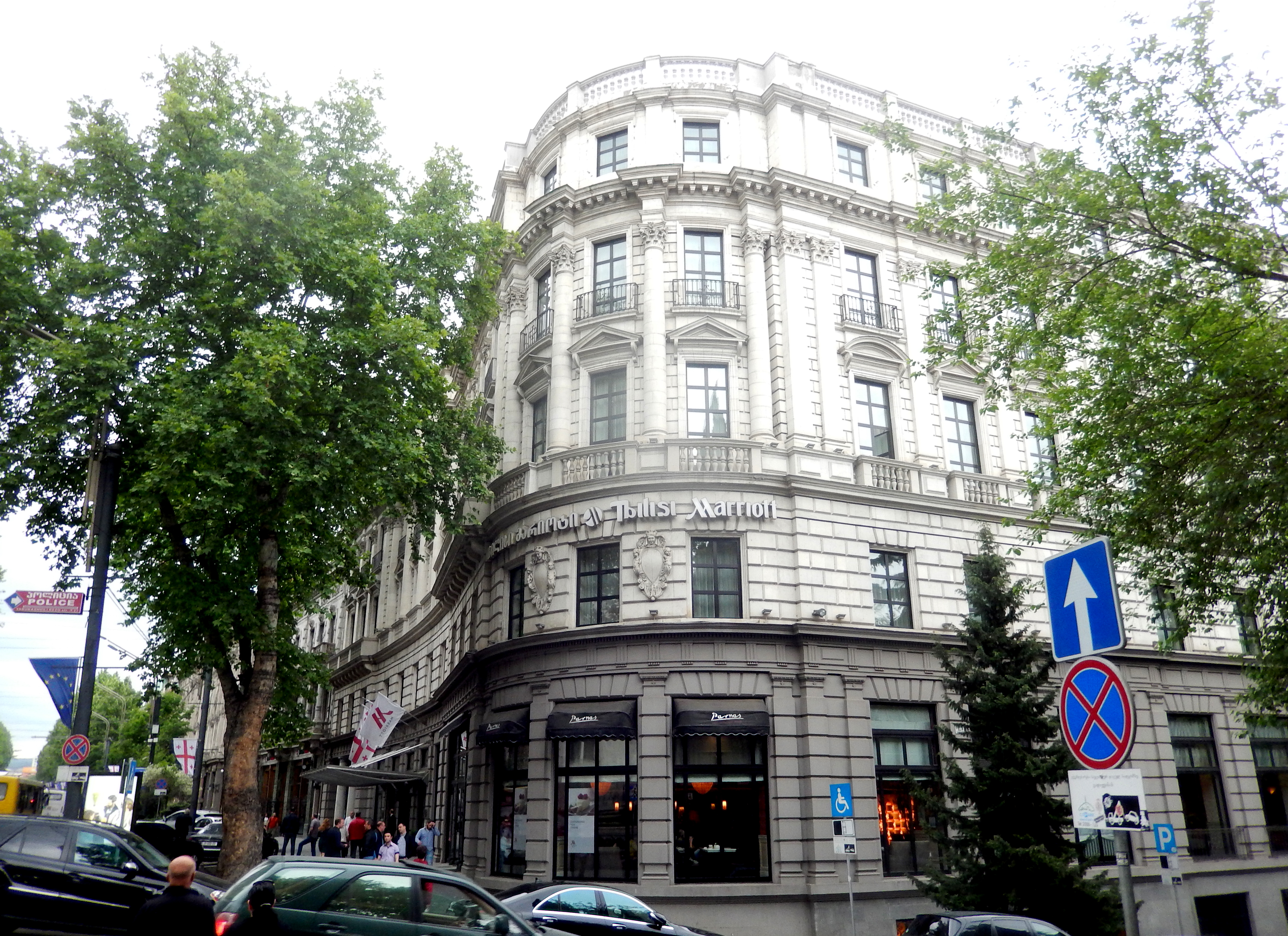
У грудні 1991 року готель «Тбілісі» став штабом збройної опозиції.

Будівля парламенту повністю ізольована, зокрема через попередню перерізку всіх комунікаційних кабелів, що ведуть до та з бункера Гамсахурдіа. Перерізання, було наказано президентом кілька місяців тому за порадою його радника з національної безпеки Отара Хатіашвілі. Хатіашвілі приєднується до опозиції в перший день боїв, тоді як міністр зв’язку Фелікс Ткебучава формально залишається в уряді, але співпрацює з лідерами опозиції, перериваючи телефонні лінії парламенту.

Протягом дня повстанцям вдалося двічі увійти до парламенту, але урядові сили обидва рази відбилися, перш ніж запросити переговори. Переговори зазнаєють невдачі, і битва починається заново, тоді як Тенгіз Сігуа зв’язується з Гамсахурдіа та попереджає його:
«Твоїх помилок більше не буде. Тобі давно слід було піти у відставку. Тепер тобі краще вийти з білим прапором або ми подбаємо про всіх».
Бесік Кутателадзе, заступник міністра оборони, відправлений Звіадом Гамсахурдіа знову на переговори з опозицією, зраджує президента, приєднується до опозиції та робить телевізійну заяву, в якій просить Гамсахурдіа піти у відставку та дозволити новому парламенту покарати всіх винних за насильство. Тоді Кутателадзе бере гелікоптер і відправляється Тенгізом Сігуа та Тенгізом Кітовані до Зугдіді, що на заході Грузії, щоб зупинити формуванню сил, прихильників Гамсахурдіа. Тамаз Нінуа, заступник міністра закордонних справ, також приєднується до опозиції.
У другій половині дня Ілія II, Католікос-Патріарх Грузинської Православної Церкви, з’являється на проспекті Руставелі, просячи обидві сторони домовитися про мир, залишаючись нейтральними під час конфлікту. Цю позицію пізніше різко критикували деякі прихильники Гамсахурдіа. Протягом вечора Гамсахурдія, залишаючись у своєму бункері з родиною, звернувся до нації, вдаючи, що його війська перемогли війська опозиції, і пообіцявши не йти у відставку. За перший день битви загинуло від 7 до 17 людей.

### Ескалація та міжнародна реакція

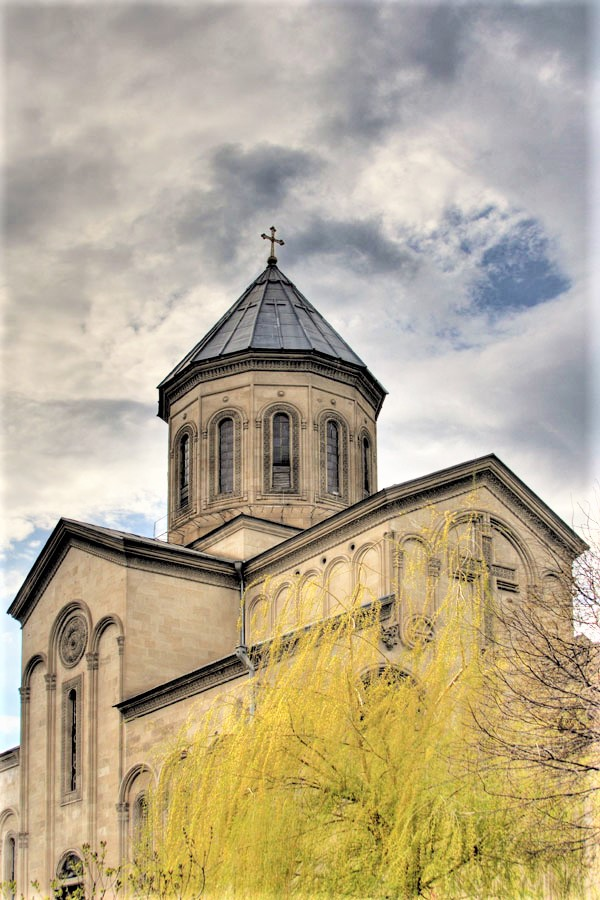
Церква Кашветі стає мішенню під час перевороту.

Конфлікт загострюється 23 грудня під час нового штурму парламенту, організованого вранці опозицією, але відбитого Нацгвардією. Протягом дня президентський літак переновитьсяз одного боку тбіліського аеропорту на інший, що призвело до чуток про можливий відліт Гамсахурдіа. Однак уряд спростовує ці чутки, запевняючи, що цей крок зроблено з метою безпеки, водночас заявляючи про власну перевагу над солдатами опозиції. Аеропорт і телерадіостанції тимчасово закриті. Російське телебачення надає кадри транспортних засобів, озброєних ракетними установками, спрямованих на будівлю парламенту, перед початком другої атаки на будівлю, яку очолює особисто Тенгіз Сігуа, який пророкує неминучу перемогу.
Друга атака 23 грудня призвела до тимчасової перемоги президентських сил, але Художній музей Грузії, що через дорогу від парламенту, загорівся. Російське прес-агентство ТАСС пише про подію, що кілька людей застрягли всередині музею, не маючи виходу, а пожежні бригади не мають доступу через опозиційну блокаду вулиці. Гамсахурдія відкликає частини своєї Національної гвардії, що залишилися в Тбілісі, щоб спробувати прорватися через барикади опозиції за межами міста, таким чином поклавши край будь-якій великій грузинській військовій присутності в Південній Осетії.
Відповідно до звіту New York Times із Тбілісі, 24 грудня насильство зростає.  Звуки ракет, запущених в парламент і телевізійну вежу Тбілісі (за два кілометри на захід від проспекту Руставелі) чути в центрі столиці. Погіршення ситуації спонукає Державний департамент США опублікувати першу реакцію Америки на громадянську війну в Грузії:
"Ми вважаємо, що президент Гамсахурдіа погано дотримується демократичних принципів і міжнародно визнаних прав людини. Політичні та інші суперечки повинні вирішуватися мирним шляхом і відповідно до міжнародно визнаних принципів прав людини. Ми закликали як грузинський уряд, так і опозицію дотримуватися цих принципів у вирішенні суперечки."
Ця реакція адміністрації Джорджа Буша-старшого залишається суперечливою серед прихильників Звіада Гамсахурдіа досі. Крім того, початок міжнародного визнання незалежності Грузії під час перевороту, а не під час президентства Гамсахурдіа, критикуватиме міністр закордонних справ Мурман Оманідзе. Дійсно, США, Канада та Іран визнали Грузію 25 грудня 1991, а потім Бразилія, Куба, Таїланд та Індія 26 грудня, В’єтнам, Білорусь, Єгипет, Алжир та Китай 27 грудня, Йорданія та Хорватія 28 грудня, Ліван 30 грудня та Пакистан 31 грудня. У цей період Мурман Оманідзе перебуває в Москві, щоб спробувати домовитися про допомогу з президентом Росії Борисом Єльциним, але останній відмовився зустрітися з грузинським чиновником, посилаючись на порушення прав людини в Південній Осетії.
Посилюючи блокаду навколо Тбілісі, Тенгіз Сігуа і Тенгіз Кітовані пропонують мирну пропозицію Гамсахурдіа 24 грудня. План передбачає безпечне поводження з членами уряду в обмін на негайну відставку президента, від якої глава держави відмовився. Наприкінці дня деякі міжнародні звіти оцінювали кількість загиблих від 23 до 50 грузинів і від 168 до 200 поранених. Російське телебачення показує кадри, як мирні жителі ввечері евакуюють тіла загиблих. 25 грудня кількість вбитих зростає до 30–80 за повідомленнями американських ЗМІ.

### Новий рік
Найжорстокіший бій за час державного перевороту стався 27 грудня, коли війська Кітовані проникли всередину парламенту та підпалили бензином перший поверх будівлі. Після інтерв’ю The New York Times Міністерство охорони здоров’я Грузії оголосило, що «ми не маємо уявлення про те, що відбувається, за винятком того факту, що навколо парламенту стріляють». Human Rights Watch,  опублікувало звіт, в якому звинуватила уряд Звіада Гамсахурдіа в порушеннях прав людини. Цей 18-сторінковий звіт стає єдиним джерелом інформації про президентство Гамсахурдіа в багатьох західних колах. Видання "засуджує політичні переслідування опозиції", "арешти членів" де факто бойовиків Джаби Іоселіані Мхедріоні, "етнічну ворожнечу" в Південній Осетії та зупиняє свою розповідь часом 22 листопада 1991 року. Під час прес-конференції представники Human Rights Watch оголосили, що вони «не готові оцінити відданіть правам людини неорганізованої опозиції». Рейчел Денбер, головний автор звіту, визнає мілітаризацію опозиції під час інтерв’ю в США, підкреслюючи той факт, що «значна частина опозиції залишається відданою фундаментальним правам».
28 грудня стає зрозуміло, що урядові війська повністю втратили контроль над президентським бункером, і  бойовики Кітовані, та бойовики Мхедріоні, захоплюють колишній радянський офіс КДБ у районі Глдані, де ув'язнено кілька лідерів опозиції. Вісім ув'язнених звільнені та доставлені на проспект Руставелі, щоб підбадьорити бійців, у тому числі Георгій Чантурія, Георгій Хаіндрава та голова Мхедріоні злодій-в-законі Джаба Іоселіані. Іоселіані повертає контроль над бойовиками, а Чантурія оголошує, що громадянська війна має тривати до відставки Гамсахурдіа. По дорозі війська Кітовані, спалюють кілька будівель стратегічного значення, включаючи Національний банк Грузії та Міністерство внутрішніх справ Грузії , що призводить до знищення майже 210 000 документів (або 80% від загального обсягу) усіх урядових архівів з радянських часів.
На кінець 28 грудня кількість загиблих зросла до щонайменше 42 осіб і 260 поранених . 31 грудня Нодар Георгадзе, заступник міністра оборони та лідер бойовиків, що складається з ветеранів війни в Афганістані, публічно вимагає відставки Гамсахурдіа, що призводть до його арешту. Незабаром сили Гамсахурдіа арештовують міністра закордонних справ Мурмана Оманідзе, після його невдалої поїздки на переговори до Росії.

### Військова рада
1 січня 1992 року бойовики опозиції захоплюють телевізійну вежу Тбілісі, що дозволяє їм контролювати телевізійні повідомлення. 2 січня 1992 року лідери опозиції, зібрані в Академії наук , оголосили про створення Військової ради Грузії. Військова рада Грузії стає єдиною силою, визнаною представниками опозиції. Хоча повний склад адміністрації Військової ради ніколи не оприлюднюється, Тенгіз Кітовані та Джаба Іоселіані  проголошують себе лідерами Ради, водночас призначаючи Тенгіза Сігуа главою уряду та прем’єр-міністром, і  оголошують про розпуск парламенту. Олександр Чикваідзе, посол Росії в Нідерландах, призначений міністром закордонних справ , колишній радянський військовий комісар Леван Шарашенідзе призначений міністром оборони, а Вахтанг Размадзе стає головним прокурором. Теоретично уряд Гамсахурдіа залишається єдиною легітимною організацією, визнаною великими іноземними державами, але незрозуміло, який уряд визнають Лаос, Ефіопія та Ірак, які визнають незалежність Грузії в день створення Ради.
Кітовані та Іоселіані разом підписують усі укази хунти, включаючи перший указ про повалення кабінету Гамсахурдіа, і другий указ - скасування Конституції Грузії. Віддаючи накази про такі кроки, лідери опозиції стверджували, що хочуть відновити стару Конституцію Демократичної Республіки Грузія 1921 року, але це відновлення відбудеться лише наприкінці лютого, і протягом місяця країна перебуває під одностороннім контролем хунти. Щоб переконати цивільне населення в демократичних намірах опозиції, Військова рада оголошує про створення консультативної асамблеї з політичних та інтелектуальних діячів («відкритої для всіх, крім Звіада Гамсахурдіа»  ) для представлення політичних партій, етнічних меншин., та інтелігенції.
Того ж дня хунта встановлює комендантську годину в Тбілісі, забороняючи усім залишати свої домівки з 23:00 до 06:00. Звіад Гамсахурдія, чиї війська на даний момент складаються з кількох сотень гвардійців, просить зі свого бункера грузинський народ ігнорувати укази Військової ради і дотримуватися лише «Конституції, законів Республіки та її демократичних законів та демократично-обраного уряду», водночас оголосивши голодування та відмовившись піти у відставку.
Основний бій 2 січня відбувається ввечері, коли близько 18:00 урядові війська атакують з прицільного вогню готель «Іверія», який контролює опозиція та знаходиться менш ніж за один кілометр на північ від будівлі парламенту, де знаходиться станція Червоного Хреста. Опозиція веде відсіч з боку Академії мистецтв, в результаті чого на проспекті Руставелі до 22:00 точилася запекла битва. До кінця 2 січня МОЗ Гамсахурдіа нарахувало 73 загиблих і 400 поранених з початку конфлікту. Військова рада призначає Гію Каркарашвілі військовим губернатором Тбілісі.

### Події за межами Тбілісі
Поки Тбілісі занурюється в хаос, решта Грузії (крім Південної Осетії) залишається більш-менш спокійною протягом першого тижня конфлікту. Однак у січні 1992 року події торкнулися деяких сільських районів. Таким чином, у той час як грузинське телебачення потрапляє під контроль опозиції 1 січня, усі програми припиняються в західній Грузії, яка залишилася вірною Гамсахурдіа, завдяки захопленню телевізійної вежі Кутаїсі звіадистами. Таким же чином, у той час як більшість країни перестає отримувати газети після закриття друкарень у Тбілісі під час перевороту, західна Грузія зберігає свої прогамсахурдійські газети завдяки друкарням Кутаїсі.
4 січня Звіад Гамсахурдія підписує зі свого бункера указ, який вимагає від усіх муніципальних і регіональних урядів за межами Тбілісі організувати широкомасштабну мобілізацію військ проти опозиції, цей акт описують як заклик до партизанської боротьби. Цей наказ вимагає проведення мобілізації до 7 січня  та зобов’язує органи місцевого самоврядування відкрити мобілізаційні центри для прийому всіх військовозобов’язаних віком від 20 до 45 років. Місцева влада також зобов'язана організувати транспорт для цієї армії. Однак без Нацгвардії цей указ неможливо виконати.
У відповідь Військова рада оголошує про скасування місцевих урядів і заявляє про намір призначати місцевих губернаторів, лояльних до опозиції. Згідно з повідомленням Ради, більшість центрів місцевого самоврядування потрапили під контроль хунти до 18:30 4 січня. Проте в країні все ще є деякі міста, лояльні до президента; 5 січня біля мерії Руставі, за 25 кілометрів на південь від столиці, відбувається перестрілка між представниками місцевої влади та військами Військової ради. Постраждалих у цьому бою немає.

### Придушення демонстрацій військовою хунтою

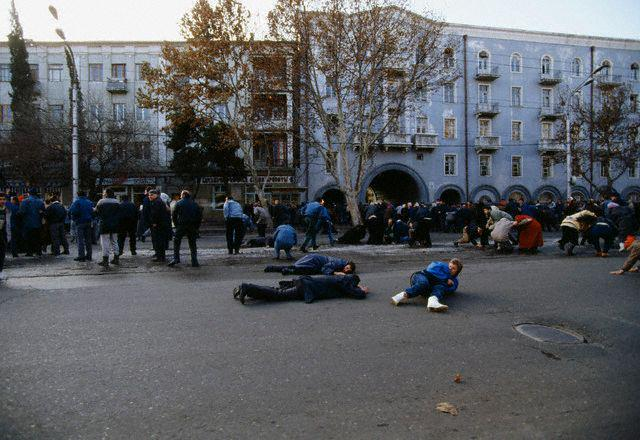
3 січня протестувальники тікають після нападу Військової ради. Двоє загинули миттєво, десятки отримали поранення.

3 січня стає зрозуміло, що в уряду Гамсахурдіа недостатньо сил для перемоги над опозицією. Однак західна преса ставить під сумнів силу опозиції, зокрема через вигідну позицію бункера, а також через відсутність будь-якої вирішальної сили з обох сторін. Того ж дня до Тбілісі прибуває Ашот Манучарян, радник президента Вірменії з національної безпеки Левона Тер-Петросяна, щоб досягти миру між супротивниками та переконати їх підписати мирну угоду; однак Гамсахурдіа ображений зустріччю вірменської делегації з опозицією.
Звіад Гамсахурдія виголошує свою останню промову зі свого бункера вранці:
"У той час як ми майже досягли справжньої незалежності республіки та її визнання та світових держав, кілька зрадників нашої батьківщини намагаються загрожувати нашій незалежності, створивши Військову Раду, такого ж характеру, як революційний комітет у лютому 1921 року. Сьогодні вирішується доля нашої нації. Прошу всіх піднятися на захист Батьківщини, на захист майбутнього наших дітей. Все населення нашої республіки має стати на захист свого законного і демократично обраного уряду. Уряд повністю контролює ситуацію і продовжує керувати інфраструктурою республіки. Ми подолали багато перешкод на шляху до незалежності. Ми віримо, що і зараз грузинський народ з честю подолає нинішню ситуацію. Прошу утворити комітети оборони і чинити опір рішенням Військової ради. Я прошу вас організувати великі демонстрації, численні страйки та інші акції громадянської непокори"
У той час як Військова рада видала новий указ про заборону будь-яких протестів, зібрання від 3000  до 4000  прихильників Гамсахурдіа організували демонстрацію близько 12:00 3 січня, починаючи з залізничної станції за кілька миль від поля битви. Протестувальники, серед яких переважно чоловіки та жінки середнього віку, несуть портрет президента, скандують його ім'я («Звіаді!») і йдуть у бік проспекту Руставелі.  Через 15 хвилин  автомобіль, який перевозить бойовиків Мхедріоні в масках, кидає в натовп димові шашки, що лише викликає гнів і заряджає його енергією, водночас заохочуючи оплески мирних жителів на їхніх балконах. Але група з восьми-десяти чоловіків у масках у сонцезахисних окулярах, щоб приховати свою особу, шикується перед демонстрантами та починає стріляти холостими патронами, щоб розігнати натовп. Через кілька миттєвостей у протестувальників починають стріляти справжніми кулями. Двоє протестувальників було вбито одразу та кілька поранено, у тому числі ще двоє, які помруть через кілька днів. Протестувальники ховаються за автомобліями.

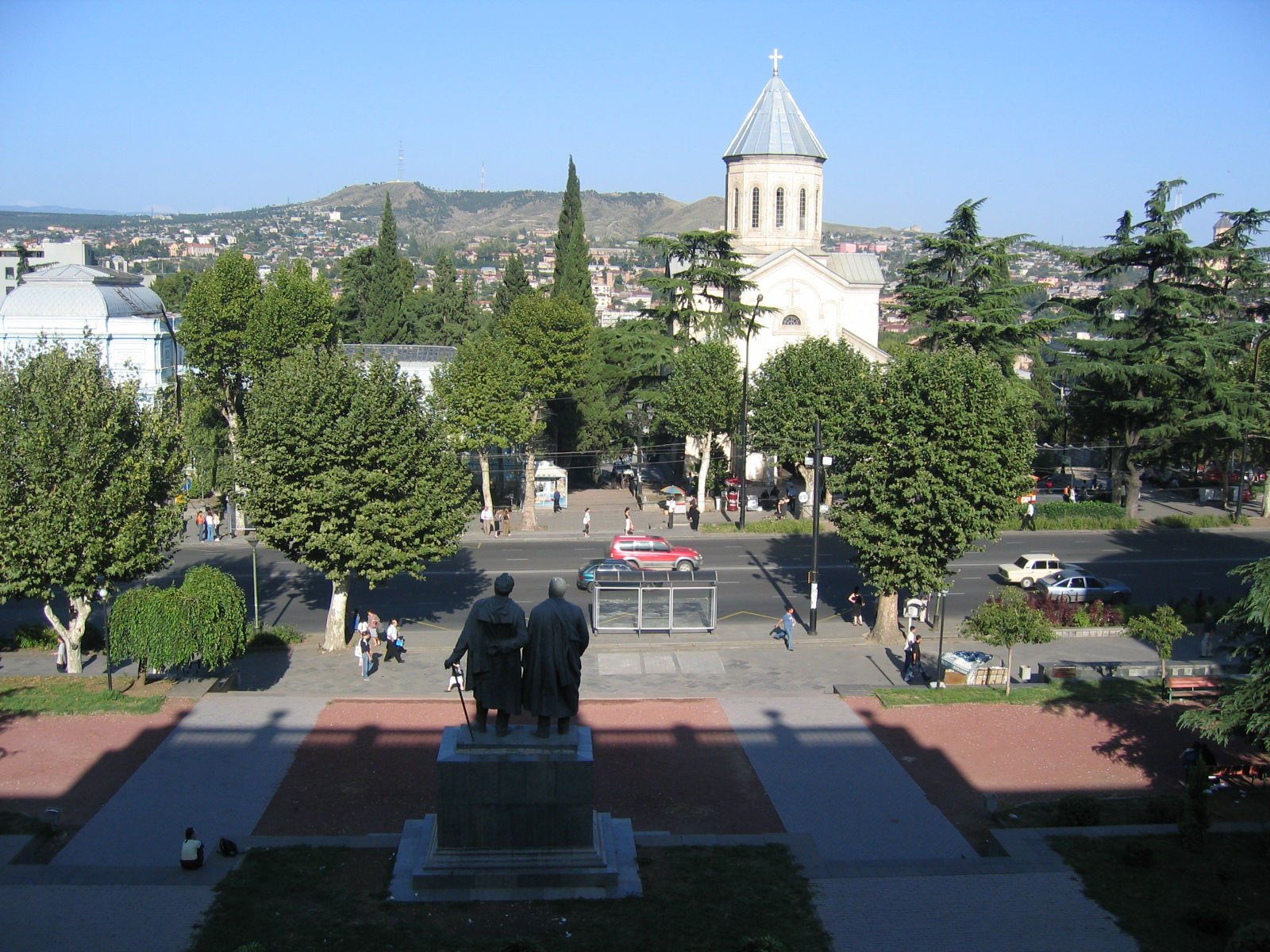
Вид на проспект Руставелі, центр війни.

Події 3 січня посилили риторику між обома сторонами. Джаба Іоселіані оголошує під час прес-конференції, що рішення про насильницький розгін демонстрації надійшло безпосередньо від Військової ради через указ хунти про заборону всіх демонстрацій. Він назвав різанину «звичайною» і погрожує повторити наказ, якщо жителі Тбілісі продовжуватимуть порушувати укази Ради, водночас вибачившись перед чотирма журналістами, у яких опозиція конфіскувала обладнання. Іоселіані звинувачує сили ОМОН Гамсахурдіа в провокації бойовиків Мхедріоні.
4 січня під час інтерв’ю британському телеканалу Sky News Звіад Гамсахурдія порівняв Військову раду з «терористами та злочинцями». Під час того самого інтерв’ю він відмовився від нової пропозиції домовитися про свою відставку з опозицією та порівняв стрілянину з січневими подіями 1991 року в Литві, коли радянські війська розстріляли кількох протестувальників, які боролися за незалежність.
О 18:00  Тенгіз Сігуа оголошує по телебаченню ультиматум президенту, даючи йому час до 08:00 наступного ранку, щоб піти у відставку. Військова рада тимчасово припиняє вогонь  і блокує всі доступи до будівлі парламенту, крім вулиці за будівлею, щоб дозволити солдатам Гамсахурдіа залишити поле бою. Президент відмовляється від ультиматуму, пропонуючи компроміс на догоду Військовій раді :
- серйозне обмеження виконавчих повноважень,
- референдум про наявність посади президента [43],
- відновлення автономії Південної Осетії,
- повернення турків-месхетинців, вигнаних у Середню Азію з 1940-х років,
- звільнення політичних в'язнів
- членство в Співдружності Незалежних Держав.[45]

Ця пропозиція відхиляється опозицією, після чого Гамсахурдіа заявляє,
Я кілька разів намагався покласти край вбивствам, але з опозицією це, здається, неможливо обговорювати, адже це лише банда злочинців. Залишається тільки боротися, боротися і ще раз боротися. Звичайно, це нелегка справа, але мирне вирішення можливе лише за умови мобілізації грузинського суспільства, а останнє наразі залишатиметься пасивним. Я знаю, що ми можемо перемогти повстання нашою військовою силою, але на це потрібен час.
Відмова Гамсахурдіа призводить до напруги в бункері, яка посилюється, коли дві сторони влаштовують жорстоку бійку через розбіжності щодо подальшої стратегії. Після пострілів значна частина проурядових сил залишають будівлю парламенту  і до 20:00 уряд охороняють лише 500 охоронців. Після брехливих чуток про страти Нодара Ґіоргадзе та Джемаля Котеліані, двох членів уряду, ув’язнених у бункері Гамсахурдіа, Військова рада готує план розпочати нову атаку на парламент.

### Останні битви
4 січня, у той час як Джаба Іоселіані оголошує про план скасування президентства та запровадження парламентської системи в Грузії , Міністерство внутрішніх справ і Генеральна прокуратура Грузії присягають на вірність Військовій раді. У відповідь урядові сили атакують офіс прокуратури, поранивши двох, але не зайнявши будівлю. Ще один бій відбувається вночі, коли війська Гамсахурдіа намагаються з гранатометів захопити телевізійну вежу, але й у цьому бою не виграють. Однак ці сутички відбуваються в той час, коли опозиції вдається заблокувати всі радіопередачі, що надходять із бункера, і припиняється вогонь по будівлі парламенту, щоб дозволити військам втекти з бункера. Ще одна демонстрація близько 2000 прихильників Гамсахурдіа  відбувається 5 січня, під час якої протестувальники слухають промови на підтримку президента. У той час як чутки про людей у масках, які наближаються на автомобілях, створюють напругу в групі, демонстрація відбувається мирно та розходиться природним шляхом протягом кількох годин..Того ж дня відбуваються останні бої між військами Військової ради та військами Гамсахурдіа. У той час як жителі масово покидають центр Тбілісі , Тенгіз Кітовані виграє нову боротьбу на вулиці Братів Зулабашвілі  за будівлею парламенту, завершуючи оточення останньої урядової фортеці. Тим часом Тенгіз Сігуа публічно заявляє, що однією з його найбільших критик на адресу Гамсахурдіа є ворожість останнього до Росії  і передбачає, що Грузія знову приєднається до Співдружності Незалежних Держав, коли Гамсахурдіа піде. 5 січня російська газета Postfactum публікує інтерв’ю з анонімним охоронцем президента, який звинувачує президента в забороні будь-якої втечі своїх військ, погрожуючи стратою будь-якому солдату, який спробує втекти.
Війська Гамсахурдія востаннє намагаються захопити телевізійну вежу Тбілісі. О 20:12 Військова рада в останній раз атакує будівлю парламенту, ізолюючи Звіада Гамсахурдіа. Останній отримує пропозицію про притулок від президента Вірменії через телеграму. Річард Хованісян, професор історії Кавказу в Каліфорнійському університеті в Лос-Анджелесі, заявив, що «на даний момент ми не маємо уявлення про позицію грузинських виборців  ».
На кінець 5 січня Міністерство охорони здоров'я Грузії фіксує щонайменше 90 загиблих і 700 поранених , тоді як Військова рада наполягає на тому, що кількість жертв сягає 200 загиблих і 900 поранених.

### Від'їзд Гамсахурдіа

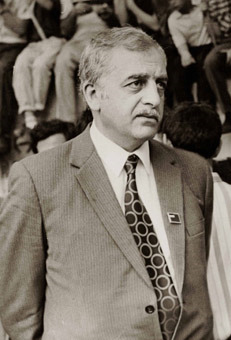
Звіад Гамсахурдіа

Вранці 6 січня, близько 05:00, Звіад Гамсахурдіа, його сім'я та особиста охорона з 60 високопоставлених осіб і охоронців залишають парламент  через дорогу за будівлею, через єдиний вихід, який залишився відкритим військам опозиції, щоб контролювати від'їзд  Президента та запобігти розосередженню озброєних прихильників Гамсахурдіа по всій столиці. Президент із сім’єю виїжджає на президентському автомобілі « Мерседес-Бенц »  і разом із всюдиходом, мікроавтобусом і двома «Жигулями »  рятується від блокпосту, встановленого вздовж річки Мткварі Георгієм Шенгелією.,Вахтангом Кікабадзе та Георгієм Хаіндрава. Опозиційні сили проникають у покинутий і зруйнований парламент, деякі опорні колони якого повністю знищені, проголошуючи перемогу над урядом Гамсахурдіа та звільняючи 40 в'язнів, що залишилися в бункері (двоє з яких доставлені в місцеву лікарню після катувань  )
За даними опозиції, Звіад Гамсахурдіа залишив Тбілісі з близько 700 млн рублів з державної скарбниці.
Кілька автобусів «Ікарус» з військами Гамсахурдія покидають парламент незабаром після відходу президента, але вони не встигають покинути місто вчасно і потрапляють у засідку на вулиці Леселідзе, під час якої за наказом Каркарашвілі страчують шістьох солдатів прихильних до Гамсахурдія  Ті, хто залишився в будівлі парламенту на чолі з тимчасовим головою парламенту Немо Бурчуладзе, захоплені. У другій половині дня в західній частині Тбілісі, біля кладовища Мурхатбердані, відбувається останній бій. Коли спокій відновлюється, у бункер надсилається загін проти мінування, щоб очистити територію.
У вигнанні Звіад Гамсахурдіа перетинає азербайджанський кордон о 09:20 і в супроводі 12 машин прибуває в Гянджу (Азербайджан) о 12:15. Військова рада розгортає гелікоптери для пошуку президента-втікача, в той час як Тенгіз Кітовані поширює неправдиві чутки про захоплення Гамсахурдіа азербайджанською владою, чутки, незабаром спростовані Міністерством оборони Військової ради. У той час як деякі звіти показують, що вигнані грузини намагаються дістатися до Баку, перш ніж перетнути російський кордон з Дагестаном, Гамсахурдія потрапляє у вірменське місто Іджеван, що на півночі Вірменії, зі 150 слідами  ввечері. Потім Кітовані та Сігуа підписують декларацію про падіння «диктатури», і кілька солдатів бачать святкування на сходах знищеного парламенту.
У Тбілісі повністю зруйнований центр міста. Міністерство зв’язку, готель «Тбілісі», Національна художня галерея, кінотеатр на проспекті Руставелі та інші національні символи зруйновані, а Будинок художників усіяний кулями і навіть містить ракету, яка не вибухунла і яка залишиться на цьому місці. протягом кількох днів. Сам проспект Руставелі заповнений розбитими вікнами, поваленими деревами та спаленими автомобілями. Міст Метехі, головний пункт сполучення між обома берегами річки Мткварі, підпалений бойовиками Мхедріоні.
Едуард Шеварднадзе, колишній Перший секретар Комуністичної партії Грузії та останній міністр закордонних справ Радянського Союзу, оголошує про свій намір повернутися до Грузії, щоб допомогти Військовій раді та, за словами американського геополітичного аналітика Томаса Л. Фрідмана, «адміністрація  Джорджа Буша-старшого не знала, що сказати, і тому нічого не сказала  " Наприкінці конфлікту офіційні оцінки свідчать про 90 загиблих і сотні поранених, але сучасні джерела МВС показують, що загальна кількість загиблих становить 113 осіб.

## У бункері

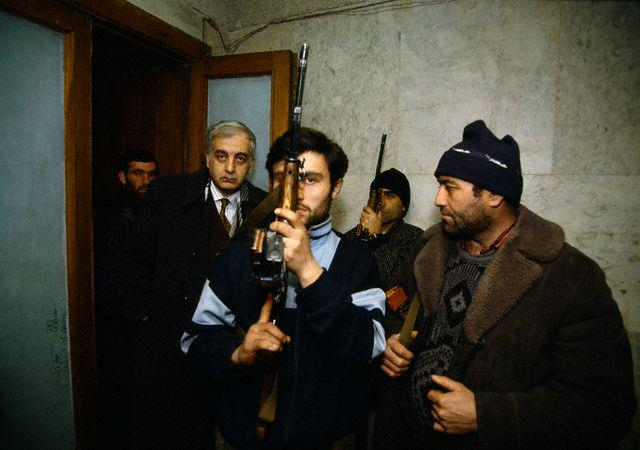
Гамсахурдія та його охорона у своєму бункері

Під час перевороту уряд Звіада Гамсахурдіа збирається в бункері. Присутній майже весь кабінет міністрів, а також більшість членів парламенту. Парламент продовжує офіційно функціонувати, незважаючи на відсутність його голови Акакія Асатіані. 2 січня присутні члени проголосували за вимогу присутності Асатіані в бункері, давши йому кінцевий термін до 11:00 4 січня, крайній термін, який Асатіані проігнорував , і замість цього попросив, щоб Гамсахурдіа пішов у відставку.
У бункері жахливі умови. Один боєць описав бункер під час конфлікту як "антисанітарний". Щоб запобігти поширенню дизентерії, бійцям регулярно дають ліки, а раціон характеризують як «поганий».  За даними російських медіа  після відходу Гамсахурдіа опозиційна Військова рада відкриває кімнату з десятками трупів. За даними російських медіа та Мурмана Оманідзе, якого було засуджено, Гамсахурдія було описао як «відірваного від усього через величезний стрес, який випав на його плечі». За даними російських медіа Президент керує бункером авторитарно та організовує тортури проти ув’язнених опозиціонерів. За даними російських медіа Пізніше деякі жертви свідчили про  тортур, які застосовували партизани Гамсахурдіа, включаючи  побиття, електрошок, підвішування на кайданах.
Після перевороту опозиційна Військова рада Республіки Грузія стверджувала, що двоє в’язнів були страчені в бункері, але ця заява ніколи не була підтверджена міжнародною пресою. 3 січня Тенгіз Кітовані стверджує, що володіє відеозаписом , який доводить, що дітей із місцевого дитячого будинку силою забрали в бункер, щоб стати заручниками й запобігти будь-якому насильницькому нападу з боку опозиції, Гамсахурдія спростовував це твердження.

## Умови міста

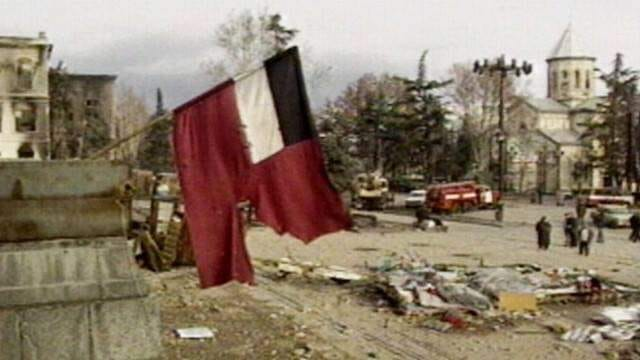
Вид на проспект Руставелі після конфлікту

Тбілісі, найбільше місто на Кавказі, значно постраждало під час перевороту. Згідно зі свідченнями Мурмана Оманідзе та висвітленням російських ЗМІ, у бою знищено 80% забудови центру міста, що призвело до великої кількості біженців. Червоний Хрест відкриває станцію в готелі «Іверія», менш ніж за 900 метрів від будівлі парламенту, а також створює волонтерську рятувальну службу під назвою «Сантелі» (სანთელი, «свічка»), щоб допомогти мирним жителям, постраждалим від конфлікту. Рівень злочинності за два тижні конфлікту значно зростає, велика кількість пограбувань та викрадень автомобілів. У деяких випадках озброєні люди блокують дороги та змушують водіїв спорожнити свої бензобаки. Крім того, Військова рада стверджує, що "банди озброєних партизанів Гамсахурдіа тероризують населення", що не може підтвердити російська газета Postfactum.
2 січня Гію Каркарашвілі призначили військовим губернатором Тбілісі, відповідальним за збереження миру в столиці. Надзвичайний стан оголошується з 00:00 3 січня  і Каркарашвілі формує міліцію для патрулювання вулиць до того, як державна поліція, нейтральна протягом першої половини конфлікту, перейме на себе 5 січня після призначення Військова рада популярного міліціонера Романа Гванцадзе на посаді міністра внутрішніх справ.
Міліція Каркарашвілі нав'язує населенню суворі правила. Комендантська година забороняє будь-кому перебувати на вулицях у нічний час , тоді як Військова рада оголосила надзвичайний стан, який уповноважує воєнізоване угруповання заарештовувати будь-кого, хто йде вулицею, для перевірки їхніх документів, що засвідчують особу, щоб свідчити, є вони прихильниками Гамсахурдіа чи ні. Лише жителям Тбілісі дозволено перебувати в місті більше 24 годин під час конфлікту, а іншим надається одноденний дозвіл.
Повсякденні послуги також значною мірою постраждали. Поки підземне метро продовжує працювати в звичайному режимі, інші види громадського транспорту не працюють. Економічна криза вплинула на Тбілісі, оскільки торгові центри закриті, а ринки втрачають поставки через фермерів, які залишаються в сільській місцевості. Крім того, кілька мікрорайонів страждають від нестачі електроенергії. Тбіліський аеропорт замінований.
4 січня Військова рада відновила телефонні лінії, які перерізало Міністерство зв’язку перед початком перевороту. Газети припиняють друк через побоювання нападів партизанів  Також закриті поштові відділення та телеграфні станції.
9 січня прем'єр-міністр Військової рада Республіки Грузія Тенгіз Сігуа  провів прес-конференцію, на якій розповів про загальні збитки, завдані державним переворотом. За його словами, загалом згоріло 10 тисяч квадратних метрів житла, в результаті чого без даху над головою залишилися 252 сім'ї (759 осіб), для яких тимчасовим житлом були виділені два готелі, два санаторії та деякі державні дачі за межами Тбілісі. Загальна сума завданих збитків становить від 500 мільйонів до 1 мільярда рублів.

## Після путчу

### Продовження боротьби

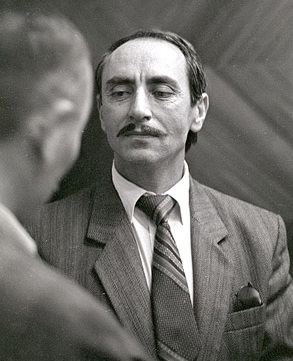
Президент Ічкерії Джохар Дудаєв вітає Гамсахурдіа в Грозному.

7 січня Звіад Гамсахурдія оголошує свій уряд у вигнанні, наполягаючи на тому, що його легітимність залишається чинною, а переворот не може бути визнаний міжнародною спільнотою. Однак це твердження незабаром відхиляється Військовою радою, юридичний радник якої, Рон Міграулі, пише коментар для  газети «Вільна Грузія», стверджуючи, що збройна революція проти диктатури, навіть якщо вона буде обрана та визнана міжнародним співтовариством, буде законною за міжнародним правом.
Щоб продемонструвати свою підтримку поваленого президента, натовп із кількох сотень протестувальників того ж дня виходить на вулицях Тбілісі, ігноруючи укази Військової ради. Джаба Іоселіані наказує військам залякати натовп, стріляючи холостими патронами, розігнавши демонстрацію та поранивши двох. Кілька волонтерів у Тбілісі та Мінгрелії, рідному регіоні Гамсахурдіа, починають організовувати та вербувати збройну підтримку для планування контратаки.
Вахтанг Размадзе, призначений хунтою прокурор, відправляє делегацію у складі Олександра Касвадзе, Георгія Шенгелії, заступника прокурора Реваза Кіпіані та заступника міністра внутрішніх справ Гіві Кванталіані до Вірменії для переговорів щодо мирного повернення вигнаного президента до Грузії даючи обіцянку свободи в обмін на припинення своїх президентських претензій, від цієї пропозиції Гамсахурдія відмовився. 13 січня друга делегація під головуванням Ельдара Шенгелія, до складу якої входять Чабуа Аміреджібі, Грігол Лорткіпанідзе, Георгій Хаіндрава, Вахтанг Кікабідзе та Ріваз Кіпіані, вирушає до Єревану, щоб зустрітися з президентом Вірменії Левоном Тер-Петросяном і головою Національної асамблеї Бабкеном Араркцяном. Однак двоє останніх відмовляються видавати Гамсахурдіа. Лорткіпанідзе, один із грузинських делегатів, пише лист за підписом десятка представників тбіліської інтелігенції з проханням про солідарність вірменської інтелігенції.
Того ж дня Звіад Гамсахурдія та його родина сідають на приватний літак із грузинським пілотом і вилітають з Вірменії до Грозного, столиці Ічкерії, президент якої Джохар Дудаєв все ще визнавав легітимність уряду у вигнанні. Два винищувачі, надіслані Військовою радою Республіки Грузія, намагаються збити літак, але зазнають невдачі.

### Наслідки

#### Зміна влади

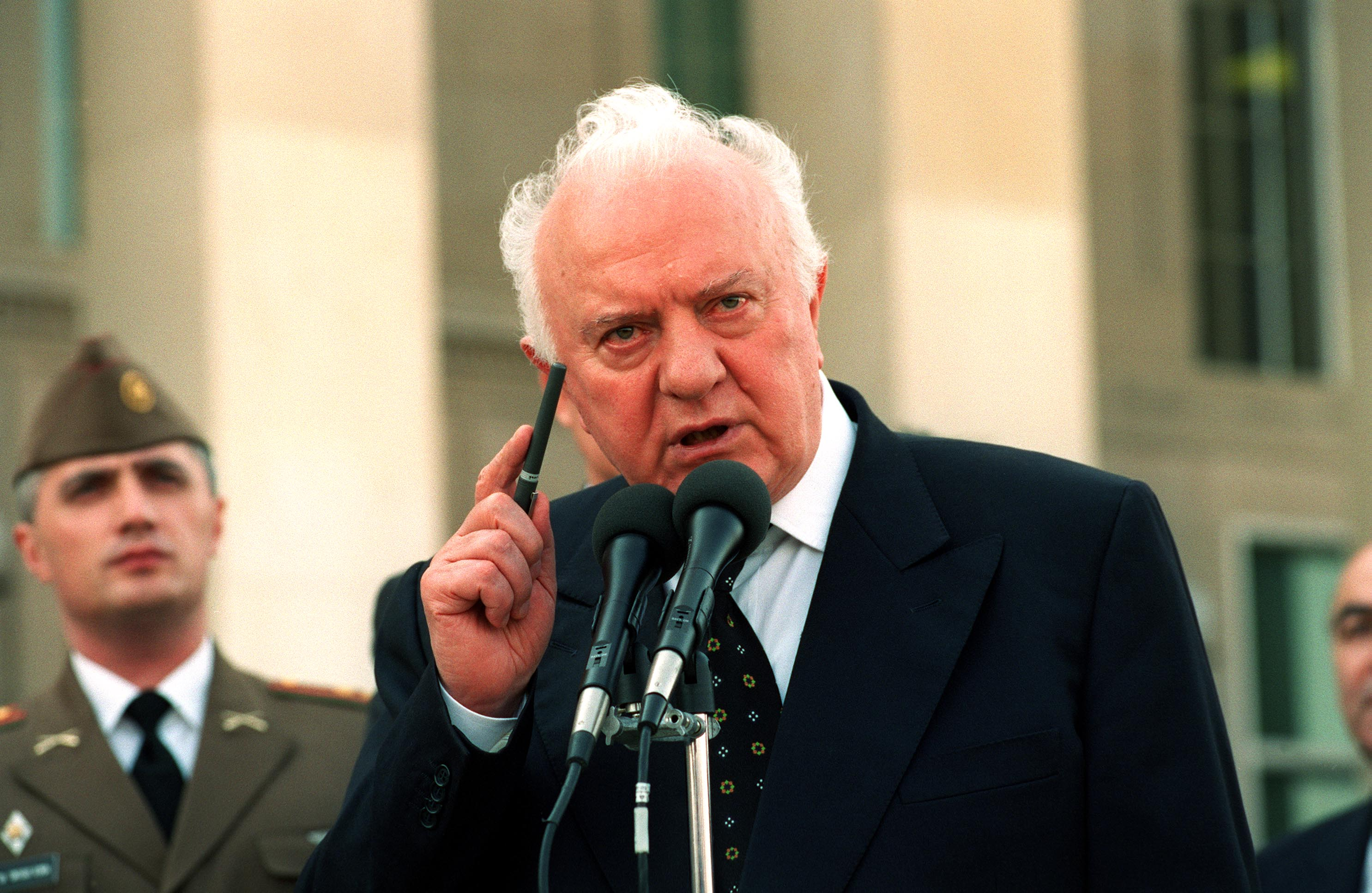
В березні 1992 року Едуард Шеварднадзе очолив грузинську державу.

Окрім тимчасового знищення центральної частини Тбілісі та загибелі понад сотні грузинів, наслідки громадянського конфлікту в грудні 1991–січня 1992 відчуватимуться протягом 1990-х років. Військова рада, перебуваючи при владі в Тбілісі ще два місяці, створює авторитарний і військовий режим по всій країні, аж до прибуття Едуарда Шеварднадзе із Росії в березні. Останній, який уже оголосив про свою підтримку опозиції та свою пропозицію прийти на допомогу Грузії з 5 січня 1992, стає новим главою держави та  витратив кілька років на встановлення своєї центральної влади, зіткнувшись з мілітаристськими амбіціями як Тенгіза Кітовані, так і Джаби Іоселіані. Лише в 1995 році відбулися наступні президентські вибори, які офіційно оформили лідерство Шеварднадзе.

#### Громадянська війна
див Громадянська війна в Грузії (1991-1993)
Відхід Гамсахурдіа знаменує лише початок громадянської війни, яка занурить Грузію в хаос до 1994 року. Через кілька місяців Гамсахурдія повертається до Грузії через Абхазію, розташувавши табір у Зугдіді, регіональній столиці Мінгрелії. Після вигнання сил нового центрального уряду Гамсахурдія та його прибічники, яких називають «звіадистами», встановлюють опозиційний уряд у Західній Грузії, підштовхуючи Мінгрелію до громадянської війни аж до смерті Гамсахурдія 31 грудня 1993 року Протягом 1990-х років Мінгрелія стане об’єктом жорстоких політичних переслідувань, організованих міліцією Мхедріоні для боротьби проти звіадистів, що залишилися.

#### Поразка в Південній Осетії
див Південноосетинська війна (1991—1992)
Наслідком перевороту є також зміна  ситуації в Південній Осетії під час конфлікту. Поки регіон перебуває у розпалі сепаратистської війни проти осетинської меншини, переворот дає повстанцям можливість зміцнити свої позиції. Гамсахурдія та його опозиція один за одним відкликають свої грузинські сили, дислоковані в Південній Осетії, даючи явну перевагу осетинським солдатам.  4 січня Тенгіз Епіташвілі, представник президента в конфлікті в Південній Осетії, приєднується до Військової ради та зобов’язується зберегти свої бастіони Національної гвардії для захисту грузинських територій; але того ж дня лідери опозиції пропонують сепаратистам припинення вогню та мирну пропозицію. На знак доброї волі Кітовані та Іоселіані 5 січня 1991 звільняють Тореза Кулумбегова, радянського проросійського лідера Південно-Осетинської автономної області, ув’язненого Гамсахурдіа під час початку осетинського повстання.
Однак осетини ігнорують це звільнення, і самопроголошена Верховна Рада Південної Осетії оголошує загальну мобілізацію всіх чоловіків віком від 18 до 60 років, щоб використати грузинську невдачу на свою користь. 5 січня сформовано комітет оборони з десяти мобільних підрозділів для захисту Цхінвалі та наступу на грузинські позиції. Знаур Гассієв, який очолює Південну Осетію під час відсутності Кулумбегова, прогнозує, що «якщо цей злий Гамсахурдіа переможе, нашим людям доведеться боротися до кінця, якщо Росія нас не визнає. І нам доведеться загинути, оскільки ми не покинемо своїх земель і Гамсахурдіа не дасть нам тут жити  ».
За зиму осетини захоплюють весь Цхінвалі і кілька сіл. Перемога сепаратистів була підтверджена під час перемир'я, підписаного Шеварднадзе в червні 1992 року  Південна Осетія перейшла під контролем сепаратистів. 

## Аналіз

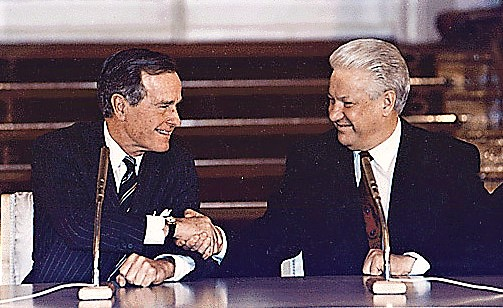
Джордж Буш-старший (ліворуч) і Борис Єльцин (праворуч).

Війна в Тбілісі залишається важким спогадом для більшості жителів столиці. Руйнування проспекту Руставелі представлено такими словами, сказаними цивільним під час спеціального звіту The New York Times:
Ви повинні розуміти, Руставелі був місцем, де ми гуляли зі школи, куди ми водили подружок на гарну прогулянку. Це було серце Тбілісі. Ми бачили сцени по телебаченню, але навіть не підозрювали, що це так погано.
Проросійський журналіст Серж Шмеман, який висвітлював пострадянський світ для The New York Times, розповідає про грузинську трагедію, яка змусила воювати «грузинських національних героїв проти грузинських національних героїв». Томас Л. Фрідман, американський геополітичний журналіст, розповідає про переворот як початок рішучої зміни інтервенціоністської політики США після падіння СРСР :
Державний переворот є центром наступних великих дебатів щодо зовнішньої політики Америки... Питання в тому, чи ці нові демократи знущаються над собою чи знущаються над нами? Очевидно, що адміністрація Джорджа Буша-старшого недооцінила Гамсахурдію.
Американська реакція на путч шокувала кількох грузинів, які були переконані, що США представляють геополітичну альтернативу Росії. Однак незабаром стає зрозуміло, що Вашингтон бачить Росію Бориса Єльцина як потенційного союзника в новому пострадянському світі , і з цієї причини держсекретар США Джеймс Бейкер, який часто критикував порушення прав людини Гамсахурдіа, ігнорував ті самі порушення, що й за Едуарда Шеварднадзе, навіть підтримуючи та консультуючи президентство останнього. Сам Гамсахурдія в 1992 році звинуватив Буша та Єльцина у спільній роботі проти його уряду, засуджуючи Джеймса Бейкера за безпосередню участь у перевороті.

Мурман Оманідзе, міністр закордонних справ Грузії Гамсахурдіа, який втік із Тбілісі після звинувачень у державній зраді під час повстання, аналізує, перебуваючи в Москві, що переворот – це не конфлікт між урядом та його опозицією, а радше між різними фракціями однієї партії:

Поширена версія про те, що це конфлікт між опозицією та партізанами президента Грузії, невірна. Боротьба йде між членами коаліції на вершині Республіки... Десятки справжніх опозиційних партій не беруть участі в конфлікті і вважають за краще почекати, перш ніж висловлюватися на цю тему.
11 березня 2005 року парламент Грузії прийняв резолюцію, яка назвала події 1991–1992 років «насильницьким і антиконституційним військовим переворотом». У 2008 році президент Грузії Михайло Саакашвілі звинуватив Тенгіз Кітовані в тому, що він діяв як російський «агент» під час громадянського конфлікту.
Згідно з опитуванням Caucasus Research Resource Centers 2020 року, 76% грузин вважають, що переворот був поганим для Грузії.

## Дивись також
- Громадянська війна в Грузії
- Військова рада Республіки Грузія
- Звіад Гамсахурдіа
- Тенгіз Кітовані
- Тенгіз Сігуа
- Джаба Іоселіані
- Мхедріоні